# 가쓰라네역
가쓰라네역(일본어: 桂根駅)은 일본 아키타현 아키타시에 위치한 동일본 여객철도 우에쓰 본선의 철도역이다. 상대식 승강장 2면 2선의 구조를 갖춘 지상역이다.

## 타는 곳
| 1 | ■ 우에쓰 본선 | 상행   | 우고혼조 · 사카타 방면 |
| 1 | ■ 우에쓰 본선 | 하행   | 아키타 방면            |
| 2 | ■ 우에쓰 본선 | 통과선 | 통과선                 |

## 역 주변
- 국도 제7호선
- 가쓰라하마 해수욕장
- 가사마쓰 병원

## 역사
- 1962년 9월 30일 : 일본국유철도의 가쓰라네 신호장으로서 개설.
- 1987년 4월 1일 : 일본국유철도 분할 민영화와 함께, 가쓰라네역으로서 철도역으로 승격.
- 2008년 6월 : 신호장 설비 철거.

## 인접 역
| 동일본 여객철도 우에쓰 본선 | 동일본 여객철도 우에쓰 본선 | 동일본 여객철도 우에쓰 본선 |
| --------------------------- | --------------------------- | --------------------------- |
| 시모하마 니쓰 방면          | ■ 우에쓰 본선               | 아라야 아키타 방면          |